# Barranco Oscuro
Barranco Oscuro – rezerwat przyrody na wyspie Gran Canaria na Wyspach Kanaryjskich. Jest to rezerwat zintegrowany (Reserva Natural Integral de Inagua), co oznacza, że ekosystemy w nim występujące chronione są w sposób zintegrowany (ścisły) – zabronione jest użytkowanie tego obszaru, także rekreacyjne. Służyć może jedynie do celów naukowych.
Obszar po raz pierwszy został objęty ochroną jako park natury (Parque Natural) 19 czerwca 1987. Zmiana statusu nastąpiła na podstawie decyzji z 19 grudnia 1994. 
Obszar położony jest w gminie Moya, w północnej części wyspy. Jest to wąski i mroczny wąwóz o długości ok. 2 km. Chronione są tu najlepiej zachowane pozostałości lasów wawrzynowych (laurisilva) na wyspie, stanowiące siedlisko 40 gatunków endemicznych dla Wysp Kanaryjskich, w tym kilkunastu endemitów Gran Canarii. Obszar wyróżnia się poza tym zróżnicowaną fauną, zwłaszcza bezkręgowców oraz specyficznym krajobrazem lesistego wąwozu. Rezerwat chroni niewielki kompleks leśny wraz z terenem przyległym w celu umożliwienia regeneracji i powiększenia areału ekosystemu leśnego.